# Abaddon
Abaddon — итальянская экстремальная метал-группа из Эмилии-Романьи, образованная в 1999 году. Она тесно связана с сестринской группой Spectrum-X.

## История

### Ранняя история и первый альбом (1999—2003)
Группа была создана в Чикаго, штат Иллинойс, в 1999 году, первоначально как сольный проект Нуллифера Боунса с аккомпанирующими живыми музыкантами.
Первым выпущенным музыкальным творением стало безымянное демо, выпущенное в 1999 году в день рождения Нуллифера Боунса, 2 августа.
Позже в том же году 9 сентября был выпущен первый полноформатный EP Entitled Master ограниченным тиражом на кассетах.
В этот период группа гастролировала по Иллинойсу и Висконсину.

### Присоединение Кэнди Боунс (2004—2009)
В 2004 году основатель Нулифер Боунс переехал в Италию, где создал проект Spectrum-X со своей будущей женой, музыкантом Кэнди Боунс.
Несколько треков, созданных для Master EP 1999 года, были исполнены вживую, а некоторые были использованы в демо Spectrum-X под названием Dreambook, которое было выпущено в 2004 году.
В 2006 году к проекту присоединилась Кэнди Боунс в качестве басиста; в этот период они создавали в основном атмосферный блэк-метал и классическую музыку с ощущением дарк-эмбиента.
Музыкальные треки, которые они создали в эти годы, в конечном итоге были использованы в альбомах Spectrum-X «Tea Party with Zombies» и «Darkest Night Ever», которые были выпущены японским лейблом Darkest Labyrinth.
В течение этого периода они были представлены во многих различных журналах, включая Gothic Bible для рекламы японской компании по производству аксессуаров для готической субкультуры Suppurate System, журнал Kera для одежды субкультуры хэви-метала, немецкий готический журнал Dark Spy и, наконец, журнал Alamode для сборника и фестиваля Darkest Labyrinth.
В 2008 году они гастролировали в Осаке и Токио. Они снова вернулись в 2010 году.

### Возобновление эксклюзивной деятельности (2010—2016)
В 2010 году Abaddon вернулись к созданию музыки исключительно для использования под именем Abaddon.
Позже в том же году к проекту присоединился Зак Андэд в качестве второго гитариста.
12 сентября 2012 года они выпустили сингл «The Bringer of Light» в ограниченном тираже на USB-накопителе и в упаковке с футболками.

### Текущая деятельность (2017-настоящее время)
В 2017 году группа объявила, что приближается к выпуску своего нового альбома.
11 июня 2017 года Abaddon выпустили первый трек для своего грядущего альбома, сингл «Dominator» и официальное музыкальное видео на этот трек.
10 августа 2017 года Abaddon выпустили второй трек для того же альбома, сингл под названием «Mark Ov Emptiness» вместе с другим официальным музыкальным видео.

## Дискография

### Демо
- Untitled (1999)

### Синглы
- The bringer of light (2012)
- Dominator (2017)
- Mark Ov Emptiness (2017)

### Связанные альбомы
- Spectrum-X Dreambook (2004) Spectrum-X
- Spectrum-X Tea Party With Zombies (2006) Spectrum-X
- Spectrum-X Tea Party With Zombies (2008) Spectrum-X
- Spectrum-X Darkest Night Ever (2008) Spectrum-X

### Студийные альбомы
- Master (1999)

## Участники группы

### Текущие
- Нуллифер Боунс, ведущий вокалист, гитарист и другие (1999 — настоящее время)
- Кэнди Боунс, басистка (2006 — настоящее время)
- Зак Андэд, гитарист (2010 — настоящее время)

### Текущие концертные музыканты
Франческо Мильорини, барабанщик (2017 — настоящее время)